# Kelurahan Sunterjaya
Kelurahan Sunterjaya är en administrativ by i Indonesien.   Den ligger i provinsen Jakarta, i den västra delen av landet. Huvudstaden Jakarta ligger i Kelurahan Sunterjaya.